# فرانک موریس
فرانک موریس (انگلیسی: Frank Morriss; ۱۰ سپتامبر ۱۹۲۷ – ۳ ژوئیهٔ ۲۰۱۳) تدوین‌گر اهل ایالات متحدهٔ آمریکا بود.

## بخشی از فیلمشناسی
- دوئل (۱۹۷۱)
- رعد آبی (۱۹۸۳)
- عشق‌بازی با سنگ (۱۹۸۴)
- اتصال کوتاه (۱۹۸۶)